# Tobias Hainyeko
Tobias Hainyeko (1932-18 mai 1967) était un militant et combattant de la SWAPO qui luttait pour l'indépendance du Sud-Ouest africain (future Namibie) alors sous tutelle sud-africaine. Premier chef de la branche militaire de la SWAPO, il est tué lors d'une escarmouche avec les forces de sécurité sud-africaine. 

## Biographie
Hainyeko est né dans le village d'Oshihedi dans le sud de la colonie portugaise d'Angola. Son père, Hainyeko Haipale, était le sous-chef de village. Durant son enfance, il est envoyé dans le Sud-Ouest Africain pour vivre chez sa sœur ainée et grandit à Ohalushu dans le nord de la Namibie.
Jeune homme, il part à Windhoek comme travailleur migrant. 
C'est au Cap, dans l'Afrique du Sud des années 1940-50, où il décide de vivre, qu'il rencontre et fréquente des militants indépendantistes du Sud-Ouest Africain comme Andimba Toivo ya Toivo, Philemon Milima, Emily Appolus, Maxton Joseph Mutongolume, Peter Mweshihange. Révulsé par la mise en place de l'apartheid à partir de 1948, il rejoint la cause indépendantiste. 
C'est au Cap, cependant qu'il se marie à une jeune métisse, cataloguée comme blanche par la législation sud-africaine, puis travaille comme pompiste à Houtstock, banlieue du Cap (vers 1957). 
Avec la mise en place de l'apartheid, il tombe sous le coup de la loi interdisant les mariages mixtes. Il est expulsé du quartier de Houtstock (zone blanche) et s'installe à Somerset East où il dirige la station service. Il perd par la suite son emploi à cause de ses engagements politiques. Accompagné de son épouse, il revient dans le Sud-Ouest Africain en 1961. Il est alors l'un des tout  premiers noirs à s'acheter un véhicule automobile qu'il utilise en tant que représentant de commerce. 
Son automobile servira rapidement au transport de militants de la SWAPO, la nouvelle organisation indépendantiste de tendance marxiste-léniniste qu'il a rejointe. Il l'utilisera encore pour transporter les travailleurs migrants de l'Ovamboland à leurs lieux de travail. 
Hainyeko et son épouse s'installèrent dans le village de Ohalushu. C'est là que sa femme, une métisse toujours cataloguée comme blanche dans le Sud-Ouest Africain, est arrêtée par la police coloniale et interrogée sur son mari, un bantou selon la classification sud-africaine et militant politique connu. Elle fut alors expulsée vers Windhoek alors que Hainyeko était renvoyé en Angola. 
En Angola, il est arrêté et détenu par les forces coloniales portugaises à Onamacunde dont il parvient à s'échapper et à revenir dans l'Ovamboland. 
Néanmoins, recherché par la police, Hainyeko se résolut à chercher refuge en Angola à Ondjiva, puis à Francistown au Bechuanaland britannique avant de rejoindre le quartier général de la SWAPO à Dar es Salaam au Tanganyika.
En 1963, Tobias Hainyeko, Titus Mwailepeni, Eliander Mwatale, Peter Haitembu et Lazarus Sakarias, étaient envoyés en République populaire de Chine pour s'entrainer à l'art de la guérilla. 
Le 17 juin 1964 voit la création de la nouvelle armée de libération du Sud-Ouest Africain (SWA Liberation Army - SWALA), aile militaire de la SWAPO et Tobias Hainyeko fut choisi comme son chef. Elle devient par la suite l'armée de libération de la Namibie à la fin des années 1960s.  
En 1965, Tobias Hainyeko était de retour en Tanzanie comme instructeur au camp militaire de Kongwa, accueillant militants de l'ANC sud-africain, du Frelimo mozambicain ainsi que des militants indépendantistes du Zimbabwe. 
Hainyeko commença alors à effectuer des missions dans le Sud-Ouest Africain. Arrivant de Zambie avec Peter Nanyemba qui venait d'apporter des armes venant d'Algérie, Hainyeko passe la rivière Kwando puis Le 18 mai 1967,, il est repéré par les supplétifs de la police coloniale dans la bande de Caprivi. Il est alors pris dans une embuscade de l'armée sud-africaine. Après avoir tué trois soldats coloniaux, il est abattu. Son corps ne sera jamais retrouvé, vraisemblablement laissé aux crocodiles. Il est le premier commandant d'importance du SWAPO à être tué en action.

## Hommages posthumes
Durant les combats pour l'indépendance de la Namibie, de nombreux combattants ont pris son nom comme nom de combattant.
Après l'indépendance de la Namibie en 1990, plusieurs rues furent rebaptisées en son honneur par les nouvelles autorités locales dominées par la SWAPO. Une circonscription électorale porte son nom : Tobias Hainyeko constituency (en).
Le PLAN (Armée populaire de libération de la Namibie (en)) a formé un camp d'entraînement près de Lubango en Angola nommé le «Tobias Hainyeko Training Centre» et en service de 1976 à 1989.
La marine militaire namibienne, a fait l'acquisition d'un navire danois de la classe Osprey et l'a baptisé Tobias Hainyeko. La marine namibienne, sur la suggestion du «Grupo de Apoio Técnico de Fuzileiros Navais» brésilien où les marins namibiens s'entraînaient, a aussi créé la médaille pour le prix «Tobias Hainyeko» remis en 2017 aux élèves marins sortis premiers de leurs cours.